# Béatrice Uria-Monzon
Béatrice Uria-Monzon (* 28. Dezember 1963 in Agen, Département Lot-et-Garonne; † 19. Juli 2025 ebenda) war eine französische Opernsängerin (Mezzosopran).

## Leben
Béatrice Uria-Monzon studierte zunächst Kunstgeschichte an der Universität Bordeaux, danach Gesang am Konservatorium Marseille und ergänzte ihre Ausbildung bei Michel Sénéchal an der École d’Art Lyrique de Opéra National de Bastille.
1987 begann sie ihre Bühnenlaufbahn als Fjodor in Boris Godunow an der Pariser Oper. 1988 debütierte sie als Konzertsängerin. 1989 gab sie an der Opéra national de Lorraine in Nancy ihr offizielles Operndebüt als Cherubino in Le nozze di Figaro.
1989 trat sie an der Opéra de Lyon und beim Festival d’Aix-en-Provence als Smeraldine in Die Liebe zu den drei Orangen auf. Es folgten Engagements an den Opernhäusern in Avignon (1990, als Mignon), in Rouen (1991, als Charlotte in Werther), am Théâtre du Capitole Toulouse (1992, als Béatrice in Béatrice et Bénédict) und an der Opéra Royal de Wallonie in Lüttich (als 1992, Marguérite in La damnation de Faust). Im Sommer 1992 sang sie die Marguérite auch bei den Bregenzer Festspielen. 1993 trat sie an der Opéra Bastille in Paris erstmals als Carmen auf. In der Spielzeit 1993/94 debütierte sie in der Rolle der Carmen am Teatro Colon in Buenos Aires. 1994 folgte an der Opéra Bastille die Charlotte in Werther. In der Spielzeit 1994/95 sang sie an der Oper Köln die Marguerite in La damnation de Faust.
1998 gastierte sie an der Opéra Royal de Wallonie in Lüttich als Eboli in Don Carlos. Im September 1998 debütierte sie mit der Rolle der Carmen an der Wiener Staatsoper an der Seite von José Cura als Don José. Im Oktober 1998 folgte, ebenfalls als Carmen, ihr Debüt an der Metropolitan Opera in New York. In der Saison 2001/02 debütierte sie mit der Rolle der Carmen an der Bayerischen Staatsoper. 2004 gastierte sie als Giulietta in Les contes d’Hoffmann an der Mailänder Scala. 2012 gastierte sie am Opernhaus von Monte Carlo als Anita in La Navarraise von Jules Massenet.
Ab 2012 nahm sie auch Sopran-Rollen, hauptsächlich aus dem Rollenfach des Spinto-Soprans (Soprano lirico spinto) in ihr Repertoire auf, sang aber weiterhin Mezzo-Rollen wie Carmen, Eboli und Venus im Tannhäuser (2013, Opéra du Rhin in Straßburg). Im Sopran-Fach debütierte sie 2012 als Tosca am Opernhaus von Avignon. 2013 sang sie die Eboli an der Covent Garden Opera in London. Im Oktober 2015 sang sie am Grand Théâtre de Genève in einer konzertanten Gastaufführung die Rolle der Cassandre in Les Troyens. An der Mailänder Scala trat sie 2015 als Tosca und 2017 als Eboli auf. 2018 sang sie am Opernhaus von Toulouse die Lady Macbeth in Macbeth von Giuseppe Verdi. 2019 sang sie am Théâtre de la Monnaie in Brüssel die Titelpartie in La Gioconda und am Opernhaus von Tours die Maddalena in Andrea Chénier. Im März 2021 übernahm sie an der Opéra du Rhin in Straßburg die Rolle der Eurydice in der Uraufführung der Oper Hémon von Zad Moultaka. Zur Spielzeiteröffnung 2021/22 sang sie am Théâtre du Capitole de Toulouse die Titelpartie in La Gioconda. 2022 folgte dort die Fremde Fürstin in Rusalka, 2023 die Elena in Mefistofele von Arrigo Boito. 2022/23 sang sie am Opernhaus von Oviedo und an der Opéra de Wallonie in Lüttich die Gertrude in Hamlet von Ambroise Thomas.
Béatrice Uria-Monzon starb im Juli 2025 im Alter von 61 Jahren an einer Krebserkrankung.

## Repertoire und Tondokumente
Béatrice Uria-Monzon sang vor allem Rollen des französischen Opernrepertoires, wie Marguerite (La damnation de Faust), Charlotte (Werther), aber auch Cherubino (Le nozze di Figaro). Zu ihrem Repertoire gehörten weiterhin Giulietta (Les contes d’Hoffmann), Eboli (Don Carlo), Prinz Orlofsky in der Operette Die Fledermaus, Dulcinée in Don Quichotte und die Hérodiade. Weiter sang sie Didon und Cassandre in Les Troyens, die Chimène in Le Cid und die Fenena in Nabucco. Außerdem sang sie die Santuzza in Cavalleria rusticana, u. a. 2009 beim Festival in Orange mit Roberto Alagna als Turiddu.
Als besondere „Glanzrolle“ galt ihre Carmen, die sie an den großen internationalen Opernhäusern sang, u. a. am Opernhaus Zürich, an der New Yorker Metropolitan Opera, an der Wiener Staatsoper, an der Bayerischen Staatsoper, am Teatro Liceu in Barcelona, in der Arena von Verona und bei den Festspielen von Orange (1998 und 2004).
Als Konzert- und Liedsängerin trat sie vor allem mit französischen Werken von Gabriel Fauré, Maurice Ravel, Hector Berlioz und Henri Duparc hervor.
Ihre Schallplatten erschienen u. a. bei den Labels Forlane (9. Sinfonie von Beethoven), Virgin (L’Amour des trois oranges), Auvidis/Valois (Titelrolle in Carmen, Dirigent: Alain Lombard) und Harmonia Mundi (Kantaten von Berlioz). 2021 wurde ihr Solo-Recital Assoluta mit italienischen Opern-Arien veröffentlicht.